# Carlia mysi
Carlia mysi — вид сцинкоподібних ящірок родини сцинкових (Scincidae). Мешкає у Папуа Нової Гвінеї і на Соломонових Островах.

## Поширення і екологія
Carlia mysi мешкають на східному узбережжі Нової Гвінеї і на сусідніх островах (на південний схід від острова Манам) та на островах архіпелагу Бісмарка. Популяції північних Соломонових островів (знайдені на Бугенвілі та на острові Фаісі в групі Шортлендських островів), ймовірно, є інтродукованими. Carlia mysi живуть на відкритих трав'янистих ділянках, в садах і людських поселеннях.